# Sherbournia zenkeri
Sherbournia zenkeri là một loài thực vật có hoa trong họ Thiến thảo. Loài này được Hua miêu tả khoa học đầu tiên năm 1901.